# Büchersammelverkehr

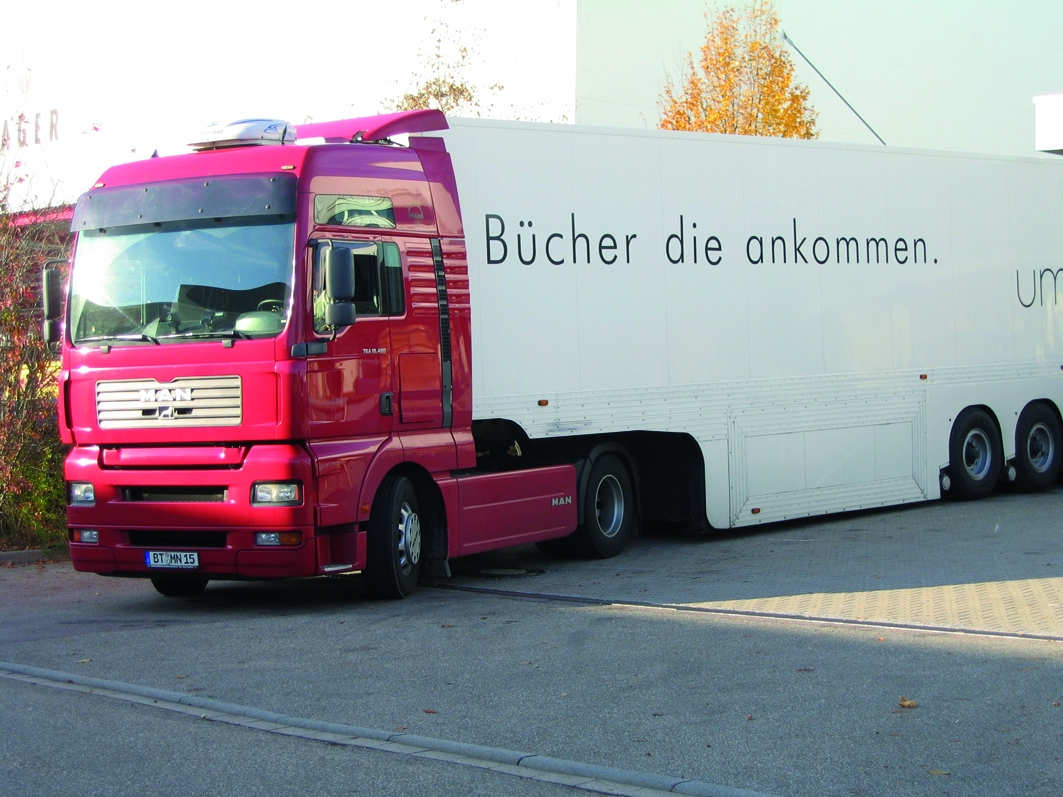
LKW des Umbreit-Bücherwagendienstes

Der Büchersammelverkehr (BSV) ist eine Transport-Dienstleistung der Barsortimente für den stationären Buchhandel und übernimmt zusätzlich die Anlieferung von Verlagssendungen zu den Buchhandlungen.
Zur Steigerung der Transport-Effizienz liefert der Bücherwagendienst der Barsortimente nicht nur die Barsortimentslieferungen, sondern auch die Kommissionsware der eigenen Verlagsauslieferung und direkte Verlagslieferungen (sogenannte Verlegerbeischlüsse).
Auch die Rückführung von Remittenden an den Verlag kann über den BSV organisiert und transportiert werden.
Aufgrund der Buchpreisbindung ist ein Preisaufschlag bei höheren Beschaffungskosten nicht erlaubt. Die Transportgebühren für die Buchhandlungen werden deshalb nach monatlichem Gewichtsaufkommen bemessen.